# Anathyrose

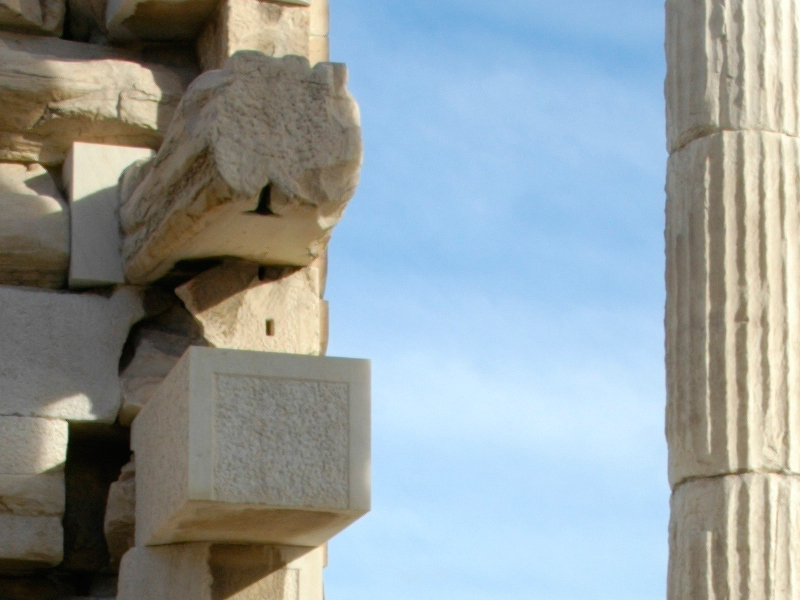
Anathyrose sur une pierre restaurée ci-dessous et une pierre ancienne ci-dessus dans l’Erechtheion à Athènes

L’anathyrose, en architecture ancienne, désigne le polissage partiel de la face de joint d'un bloc de façon à limiter la surface en contact avec le bloc contigu ou supérieur. Le panneau central est généralement démaigri et creusé à la pointe, laissant le long des arêtes des bandeaux en léger relief, les bandeaux d'anathyrose, qui sont polis.
L'architecture grecque étant une architecture à joints vifs, sans mortier, il était très important de polir les faces de joint pour que les blocs s'adaptent parfaitement les uns aux autres. Le contact par anathyrose permet de limiter la surface en contact, et par conséquent de simplifier le travail de polissage.
Généralement, les faces latérales d'un bloc, qui forment les joints montants, présentent une anathyrose en pi (bandeaux d'anathyrose sur trois arêtes, ce qui leur donne l'apparence de la lettre grecque Π). C'est de ce cas, le plus fréquent, que vient le terme d'anathyrose (littéralement, "cadre de porte"). Le lit d'attente et le lit de pose ne présentent la plupart du temps que deux bandeaux parallèles (voir photo, qui présente le lit de pose de deux blocs contigus).

## Sources
- Marie-Christine Hellmann, L'Architecture grecque, Paris, Livre de poche, 1998 (nouvelle édition mise à jour : 2007).
- Marie-Christine Hellmann, L'Architecture grecque : 2, Architecture religieuse et funéraire, Picard, 2006
- Ginouvès, R. et al., 1992. Dictionnaire méthodique de l’architecture grecque et romaine, Tome II, éléments constructifs : supports, couvertures, aménagements intérieurs, Athènes, Italie, Grèce : École française d’Athènes.
- Ginouvès, R., Adam, J.-P. & Hellmann, M.-C., 1998. Dictionnaire méthodique de l’architecture grecque et romaine, Tome III, Espaces architecturaux, bâtiments et ensembles, Rome, Italie, Grèce : École française de Rome.
- Ginouvès, R. & Martin, R., 1985. Dictionnaire méthodique de l’architecture grecque et romaine, Tome I, matériaux, techniques de construction, techniques et formes du décor, Athènes, Italie, Grèce : École française d’Athènes.